# 1654 Bojeva
1654 Bojeva este un asteroid din centura principală, descoperit pe 8 octombrie 1931, de Pelagheia Șain.